# Anarta aureola
Anarta aureola là một loài bướm đêm trong họ Noctuidae.